# كورتيس ارين
كورتيس ارين (بالإنجليزية: Curtis Warren)‏ هو Q46961 بريطاني، ولد في 31 مايو 1963 في Toxteth ‏ في المملكة المتحدة.